# María Luisa Flores
María Luisa Flores (sinh ngày 12 tháng 10 năm 1979, Caracas, Distrito Capital, Venezuela), là một nữ diễn viên và người mẫu người Venezuela.

## Tiểu sử
María Luisa Flores sinh ra ở Caracas, Venezuela. Năm 15 tuổi, cô bắt đầu tham gia vào thế giới người mẫu và năm 19 tuổi, đại diện cho trạng thái Apure trong cuộc thi Hoa hậu Venezuela 1999.

## Đóng phim
| Phim ảnh  | Phim ảnh           | Phim ảnh                 | Phim ảnh              | Phim ảnh |
| Năm       | Chức vụ            | Vai trò                  | Ghi chú               |          |
| --------- | ------------------ | ------------------------ | --------------------- | -------- |
| 2013      | Liz en Septiembre  | Alex                     | Phim ra mắt           |          |
| Vô tuyến  |                    |                          |                       |          |
| Năm       | Chức vụ            | Vai trò                  | Ghi chú               |          |
| 2010      | Đuổi xuất tinh     | Daniela Méndez           | truyền hình nhiều tập |          |
| 2010      | Doa Bella          | Inés Segovia             | Vai trò hỗ trợ        |          |
| 2011      | Đất thổ cư!        | Carla Romano             | 2 tập                 |          |
| 2011      | Primera dama       | Paula Méndez             | Vai trò hỗ trợ        |          |
| 2013      | Mentiras perfectas | Ái Nhĩ Lan               | Vai trò hỗ trợ        |          |
| 2014      | Reina de corazones | Constanza "Connie" Leiva | Nhân vật chính        |          |
| 2015      | Doños del paraíso  | Paola Quezada            | Đồng tác giả          |          |
| 2015-2016 | Los señores        | Rau dền Thompson Johnson | Đồng tác giả          |          |
| 2018      | Enseñanza          | Bárbara Shayk            | Tham gia đặc biệt     |          |